# Nabil Younes
Nabil Younes (arabe : نبيل يونس),  né le 25 janvier 1980 à Tripoli, est un styliste et couturier Libyen.

## Biographie
Nabil Younes naît en 1980 à Tripoli, en Libye.
Très jeune, il révèle une affinité avec la mode : il croque en s'inspirant des magazines de mode comme Vogue Paris, Elle ou L'Officiel. Diplômé de l'ESMOD à Paris, il ouvre son premier showroom à Beyrouth au Liban.
Sa première collection « Glamour » naît dans cet atelier ; il la présente à Rome lors du Alta Fashion Show.
Les créations de Nabil Younes s'adressent à la femme moderne et active. 
En 2015, il s'installe à Paris et y réalise des robes pour des personnalités telles que l'héritière Paris Hilton, Myriam Klink, l'actrice Manuela Arcuri, ainsi que la mannequin Hanaa Ben Abdesslem.
En juin 2018, le magazine Paris Match parle de Nabil Younes. Il fait alors la promotion de sa prochaine collection « La Diva » inspirée et dédiée à la chanteuse et actrice libanaise Haifa Wehbe.
Il présente sa nouvelle collection lors de son premier défilé à Paris, à l'occasion de l'Oriental Fashion Show à l'hôtel The Peninsula.